# Blacktown City Sun
Le Blacktown City Sun est un hebdomadaire local australien couvrant la ville de Blacktown et les faubourgs de Sydney environnants. C'est l'un des dix-huit journaux locaux publiés par la compagnie Fairfax en Nouvelle-Galles du Sud. Le Blacktown City Sun est disponible gratuitement chaque mardi. Le journal est édité par Charles Boag et l'équipe de rédaction se compose de cinq journalistes (N. Soon, M. Lawrence, R. Shaw, L. Herbertson et M. Symonds) et du photographe W. Peeters.